# Jordankal
Jordankal este o localitate din comuna Mirna Peč, Slovenia, cu o populație de 38 de locuitori.